# 日本重金属
日本重金属，是指在日本地区发展的重金属音乐歌手及乐团。

## 1970年代
70年代初日本出现的第一支重金属乐队Flower Travellin' Band，也是第一支在海外录制专辑的乐队，可惜由于当时是演歌、流行歌曲、民谣音乐的全盛期，日本民众对硬摇滚这种音乐得到的认识不够，虽然乐队有着高超的演奏技巧和创作能力（日本版的Black Sabbath），不过也改变不了解散的事实。
70年代中期出现的Vow Wow、外道、紫（冲绳版Deep Purple）被誉为当时日本硬摇滚/重金属三大人气乐队，日本的青年慢慢开始接受了这种来自海外的新型音乐。同时，这个时期初次登场的Lazy用事务所的营业方针作为偶像乐队活动着，不过，在现场演奏着海外乐队的作品（UFO等等），期待着脱离偶像路线，特别是关于高崎晃的吉他炫技，虽然当时还是高中生时代，不过他的吉他技术已经受到非偶像歌迷的另一部分人的关注。

## 1980年代
1980年代出現許多樂團，視覺系和極端金屬也在日本發展。
1980年，偶像樂隊Lazy以“重金属宣言”发表了专辑《宇宙船地球号》，当时的高崎晃才19岁，年轻气盛的他玩的相当粗犷豪放，不过，乐队在1981年解散，随后高崎晃和樋口宗孝组成了名副其实的重金属乐队Loudness，11月份第一张专辑《诞生前夜》发售，12月份在现在不在世的浅草国际剧场初次召开音乐会。而同样和Loudness有着共同宣言的乐队Bow Wow也从流行歌曲回归到重金属（之前也是被公司强迫做流行）。Kodomo Band这时也做着实况录音活动。《Young Guitar》和《Rockin'f》音乐杂志开始以介绍本土乐队为主发行，这时日本的重金属开始高度膨胀。
1983年（相当于英国的1979年），所有日本的地上金属乐队也都随着Loudness在美国的演出成功之后开始蠢蠢欲动，最先启动的是关西的44Magnum、Earthshaker、Make-Up、Marino、X-Ray，另一方面还有来自东京的Arouge、Blizard的初登场亮相。同时，近来也有不断地出现偶像性的女性金属歌手的倾向，由樋口宗孝挖掘的浜田麻里，由高崎晃挖掘的本城未沙子，之后出现的早川めぐみ、はしもとみゆき等，总之重金属的女性歌手不断地初次亮相。不过，最终留下来的只有歌唱力超群的浜田麻里。关东地区也不甘示弱，出现了一些地下金属乐队，以群星的身份开始发行《Heavy Metal Force》系列的黑胶唱片。
1984年（相当于英国的1980年）是日本重金属新浪潮爆发的一年，大阪城野外音乐堂举行“Grand Metal”的群星Live（演出乐队：Arouge、Rajas、Blizard、本城未沙子、Make-Up、Marino、X-Ray、Action!、44Magnum）。Arouge的吉他手橘高文彦是后来的乐队筋肉少女带的成员，这时的他才19岁。Bow Wow改名为Vow Wow，与Loudness共同付海外演出（Loudness这一年欧洲巡演也取得不小成功，先后在荷兰、德国、英国、比利时等国家演出。
1985年，日本因受美国主流金属影响，地上乐队开始主流化，所以地下金属开始兴起不被主流金属冲击的无商业性金属，东京的Anthem在1981年结成时受NWOBHM影响颇深的乐队，地上后受Accept、Manowar的第一代力量金属影响，Sabbrabells是受Black Sabbath和Alice Cooper影响的具有恶魔崇拜思想的重金属乐队，还有受硬核朋克影响的速度重金属乐队Flatbacker，后来，Anthem、Flatbacker在1985年、Sabbrabells在1986年陆续成为了地上乐队。这时在后来主流界大有名气的乐队圣饥魔II出道开始发行第一张专辑《聖飢魔II〜悪魔が来たりてヘヴィメタる》，搞笑的是这张专辑当时声名狼籍，被重金属杂志《Burrn!》的编辑长酒井康（初代，也就是杂志创始人）无情的评价为0分的专辑，说它“简直是垃圾桶里的垃圾”，不过现在担任的编辑之一藤木昌生却很衷爱这张专辑，可以看出同样是一本杂志的两个编辑的见仁见智的说法。同年8月，第一支全女子重金属乐队Show-Ya出道，初期的音乐有些“流行金属”，直到1989年推出的歌曲“限界Lovers”的出现才开始找到了重金属的方向。10月10日在日比谷野外音乐堂举行“Japan Heavy Metal Festival”（参加乐队：Anthem、Flatbacker、Marino、Rajas、圣饥魔II，还有瑞典的Silver Mountain）当时某音乐杂志记录Marino的全盛时期，可惜兴极必衰，全盛期过后就是乐队的终止时期，于第二年与同是影响力很深的X-Ray一同解散。
1987年，44Magnum以“重金属什么的很土气”的理由改为流行摇滚，人气急剧下降，结果乐队音乐方向迷失，于1989年解散。Make-Up在去年年底发行动画专辑“圣斗士星矢”之后，这一年也随之解散。另一方面，原Lazy主唱影山浩宣在动画和特摄歌曲发展地位开始上升，到90年代之后成为动画歌曲界的元老之一。浜田麻里于1989年脱离重金属宣言，被日本流行音乐界招安。这段时期Loudness、Vow Wow开始走美国主流金属路线，Flatbacker更名为E.Z.O，也开始在海外发展，本来是日本金属在海外发展的另一个支撑点，可惜乐队在日本人气下降（又是海外发展必在本国失人气的原则），于1990年解散。
另外说一下地下乐队，日本80年代后期是日本地下乐队的黄金时代，比较有名的乐队有Casbah、Dead End、Dementia、Hellen、Jewel、Jurassic Jade、Mein Kampf、Mephistopheles、Murbas、Outrage、Presence、Reaction、Saver Tiger（横须贺）、Sniper、Tilt、United、Urgh Police、X Japan等，其中Dead End、Outrage、Presence、Reaction、Tilt、United、X Japan后来成为地上乐队。之后很多地下金属乐队的成员组成非金属的乐队，Murbas的广濑洋一、Urgh Police的吉井和哉组成了日后取得不小成功的摇滚乐队The Yellow Monkey。话说Dementia这个地下金属乐队的成员是由在X Japan、Loudness、D.T.R这些金属乐队呆过的Taiji与现United的吉他手吉田“Hally”良文，与后来的Howling Bull初代代表取缔役社长小杉“Geess”茂组成、Jewel成员Kiyoshi之后参加了视觉系乐队Media Youth和Hide的乐队、Mein Kampf的成员藤崎贤加入了Craze和后来的以Izumi为首的视觉系重金属乐队Aion，Hellen成员高梨康治则加入六三四Musashi。
1989年，Loudness的主唱二井原实被解雇，美国籍主唱Mike Vescera加入。但由于全英语的歌词并没有使乐队得到更好的发展，最后也已失败告终。Anthem在1987年主唱坂本英三退出之后，森川之雄加入，这个时期乐队的音乐幅度扩大了受欢迎钝化，乐队把精力放到了频繁的演出中来宣传自己。

## 1990和2000年代
主要的影響有末日金屬、新金屬和交響金屬。
1992年原E.Z.O的山田雅树与原X的Taiji加入了Loudness，这时Loudness的音乐倾向于美国的Pantera，销量排行榜最高位竟然登入到第二位，不过就整体金属界来说，对比视觉系，日本的金属在这一时期明显进入了冰河时期的黑暗时代。1990年Dead End、E.Z.O、Vow Wow、1992年Anthem、1993年Blizard、1994年Earthshaker，80年代最重要的几支一线金属乐队解散。另外女性乐队Show-Ya主唱寺田恵子1991年退出，虽然迎来了新主唱，但后来的发展并不乐观，终于在1998年解散。这时出现了一些视觉系的金属乐队，不过这在当时是受金属迷和视觉系迷两面排挤的，所以这些乐队只出了几张Demo或一两张迷你专辑就宣告瓦解。80年代的一些金属乐队成员在这一时期开始在和音乐有关联的学校担任讲师，或在一些摇滚录音室里担当录音师。
1996年末，日本金属终于迎来了暖春，制造了契机的吉他演奏家野村义男和制片人久武赖正，二人的轻松玩笑的对话对Animetal的规划，选中了当时在做公司职员的原Anthem的主唱坂本英三，坂本英三同意，并在年底发行了第一张单曲，这在各大媒体受到了很高的关注，1997年第一张专辑《Animetal·马拉松》发表，由于Animetal不止是金属迷和动画歌曲迷支撑着，也是作为宴会技艺歌曲关于卡拉OK也能得到了一定规模的需求的事，创造了日本金属史上销量30万张的纪录，这也使得乐队被媒体象对待流行乐队一样让人头痛不已。
1998年8月，新古典力量金属乐队Concerto Moon，还有以傻傻的搞笑歌词为主的速度金属乐队Sex Machineguns闪亮登场。1999年4月，从金属冰河期幸运度过的少数乐队之一的圣饥魔II宣布年底将解散，在解散之前发行了从乐队开始到现在的重新编曲的精选专辑。
從2007年起，交響力量金屬樂團Versailles受到國際關注。

## 2010年代

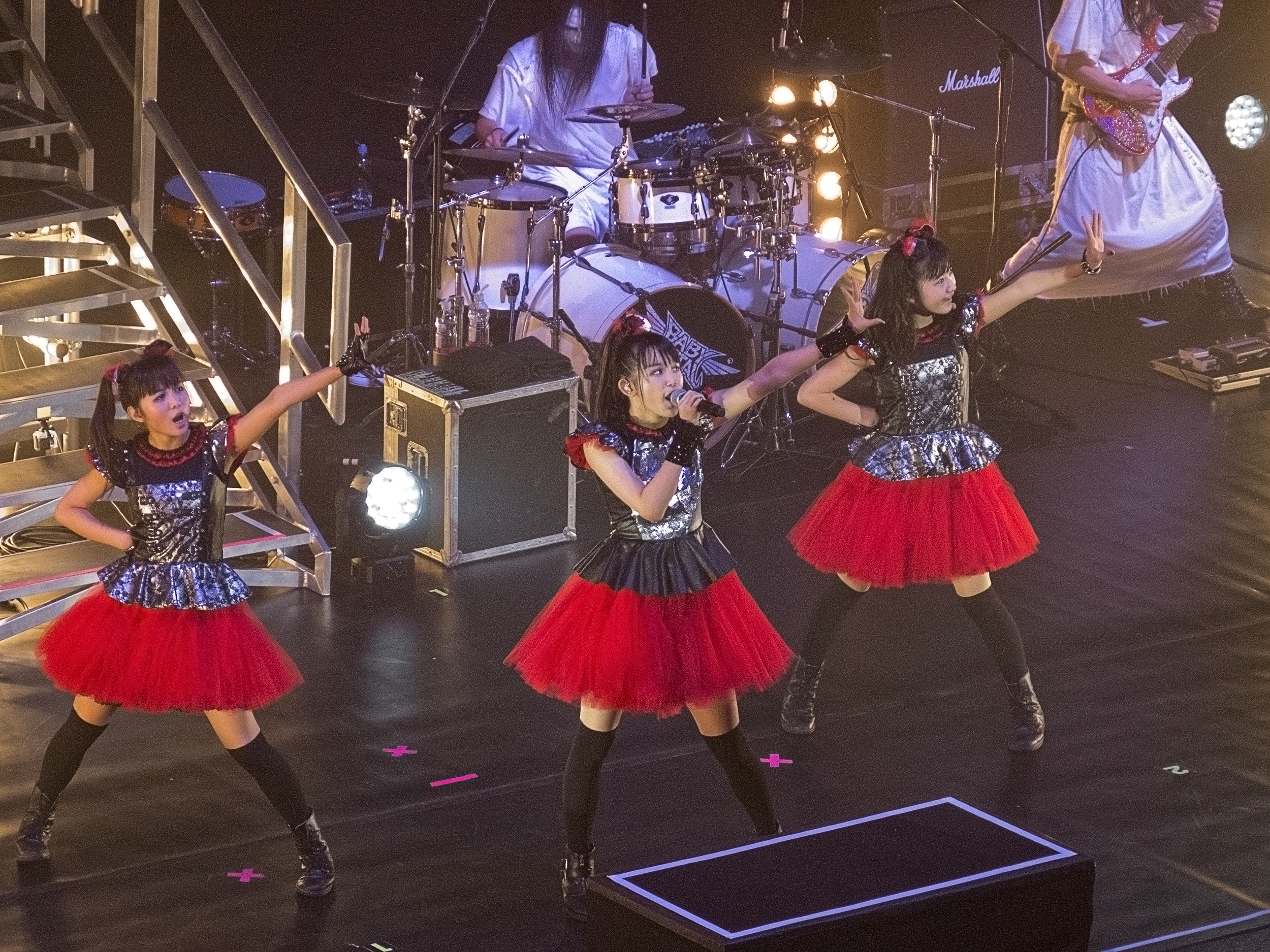
自稱「可愛金屬」的Babymetal將日本偶像文化和重金屬結合

2010年代的重要發展是「女性金屬樂團爆發」（ガールズ・メタル・バンド・ブーム），出現許多全女性的金屬樂團，並得到主流觀注。2007年組成的Destrose被認為是開拓此風潮的樂團之一，這支獨立樂團的成員來來去去，從未真的成名，並在2015年停止運作，但許多離開的團員後來另組相當成功的樂團，包括Mary's Blood、Lovebite和Fate Gear。Aldious在2010年的專輯《Deep Exceed》在Oricon公信榜在獨立專輯排到第一名，並在主榜排到第15名，可說是此風潮的起始另一個重要的樂團是Cyntia，在2013年被一間唱片公司簽下，可能是此發展中的第一個主流化樂團。
2014年，自稱「可愛金屬」的Babymetal透過Youtube走紅，並且幫Lady Gaga的流行藝術巡迴演唱會暖場。2016年，Babymetal進行世界巡迴，專輯Metal Resistance在英國銷量達到第15名，是日本專輯在英國銷量最高的紀錄。
2015年，Band-Maid將服從的女僕外觀和兇殘的重金屬音樂作對比而得到關注，在隔年簽約並開始國際巡迴。2018年，Lovebites得到《Metal Hammer》雜誌的Golden Gods獎，並成為第一個登上德國瓦肯音樂節的日本女性樂團。2019年，英國的O2 Academy Islington舉辦了第一場在日本之外的日本重金屬音樂節，出演的十個樂團包括Mary's Blood、Unlucky Morpheus、Fate Gear和Blood Stain Child等。2020年六月，PassCode單曲《Starry Sky》在Oricon公信榜上了當週第一名。